# Direkt benbildning
Direkt benbildning sker vid bildning av skallens platta ben, ansiktsben, underkäke samt nyckelben.
Mesenkymceller som är förprogrammerade att bli osteoblaster (en så kallad osteoprogenitorcell) kondenserar och blir osteoblaster, och börjar producera extracellulär matrix, som vid benbildning kallas osteoid. Den består främst av kollagen I. När osteoblasterna är helt inneslutna i sin matrix kallas de istället osteocyter, vilket är den mogna bencellen.